# Agence d'urbanisme
En France, les agences d'urbanisme sont nées avec la loi d’orientation foncière (LOF) de 1967 en période d’expansion urbaine des dénommées trente glorieuses.

## Historique
Créées sur la base du volontariat et sous statut associatif, elles sont essentiellement apparues dans les grandes agglomérations françaises. Leurs objectifs étaient les suivants :
- créer les conditions d’une direction partagée entre l’État, la ville-centre et les autres communes sur les politiques urbaines ;
- accompagner l'inflation des agglomérations françaises par la mise en place d’observatoires, le lancement de réflexions prospectives et pluridisciplinaires à différentes échelles, ainsi que la fabrication des documents d’urbanisme (SDAU, POS, etc.).

Certaines agglomérations ont créé, avant 1967, des agences d'études urbaines qui préfigurent les agences issues de la LOF. C'est le cas de Rouen, qui a créé en 1963 la Société Rouennaise d'études urbaines (SORETUR), première agence de France, intervenant à Rouen et Elbeuf.
Après une dizaine d'années de fonctionnement, la SORETUR a été dissoute. Cette première expérience aura permis de faire avancer les réflexions sur l'édification d'un projet urbain et la prospective territoriale. Rouen a été en effet la première agglomération française à se doter d'un schéma directeur d'aménagement et d'urbanisme (SDAU) et à mettre en place des plans d'occupation des sols (POS) pour ses communes.

La loi d’orientation pour l’aménagement et le développement durable du territoire votée en juin 1999 et la loi Solidarité et Renouvellement Urbains du 13 décembre 2000 ont redéfini les missions des agences d'urbanisme de la façon suivante :
« Les communes, les établissements publics de coopération intercommunale et les collectivités territoriales peuvent créer avec l’État et les établissements publics ou autres organismes qui contribuent à l’aménagement et au développement de leur territoire, des organismes de réflexions et d’études appelés « agences d’urbanisme ». Ces agences ont notamment pour mission de suivre les évolutions urbaines, de participer à la définition des politiques d’aménagement et de développement et à l’élaboration des documents d’urbanisme (notamment les Schémas de Cohérence Territoriale) et de préparer les projets d’agglomérations dans un souci d’harmonisation des politiques publiques. »
Les 52 agences d'urbanisme françaises sont regroupées au sein de la Fédération Nationale des Agences d'Urbanisme (FNAU).
Chaque année, la FNAU organise une manifestation professionnelle majeure qui regroupe collaborateurs des agences, élus, professionnels de l'aménagement et de l'urbanisme. Ainsi, après Rennes, Paris, Bordeaux et Amiens, la 35e rencontre nationale des agences d'urbanisme s'est tenue à Paris les 17 et 18 novembre 2014 et sera consacrée au bien commun territorial.

### Liste d'agences d'Urbanisme
Une partie de la liste ci-dessous est extrapolée des cartographies réalisées par la FNAU (mise à jour en aout 2024).
| Nom abrégé     | Nom complet                                                                                  | Ville(s)-centre / territoire principal(aux) | Membre de la FNAU |
| -------------- | -------------------------------------------------------------------------------------------- | ------------------------------------------- | ----------------- |
| AUD            | Agence d'Urbanisme et Developpement du Pays de Saint-Omer - Flandres intérieure              | St-Omer                                     | OUI               |
| AGUR           | Agence d'Urbanisme et Developpement de la région Flandres Dunkerque                          | Dunkerque                                   | OUI               |
| ADULM          | Agence de Développement et d'Urbanisme de Lille Métropole                                    | Lille                                       | OUI               |
| AULA           | Agence d'Urbanisme de l'Artois                                                               | Béthune, (l'Artois)                         | OUI               |
| BD             | Boulogne-sur-Mer Développement Côte d’Opale                                                  | Boulogne-sur-Mer                            | OUI               |
| ADUGA          | Agence de Developpement et d'Urbanisme du Grand Amiénois                                     | Amiens                                      | OUI               |
| ADU            | Agence de Developpement et d'Urbanisme Sambre Avesnois Hainaut Thiérache                     | Maubeuge                                    | OUI               |
| AUDRR          | Agence d’Urbanisme et de Développement de la Région de Reims                                 | Reims                                       | OUI               |
| Oise-la-Vallée | Agence d'Urbanisme et de Développement de la Vallée de l'Oise                                | Créil, (Vallée de l'Oise)                   | OUI               |
| AURH           | Agence d’Urbanisme de la Région du Havre et de l’Estuaire de la Seine                        | Le Havre                                    | OUI               |
| AUCAME         | Agence d’Urbanisme de Caen Normandie Métropole                                               | Caen                                        | OUI               |
| AURBSE         | Agence d’Urbanisme de Rouen et des Boucles de Seine et Eure                                  | Rouen                                       | OUI               |
| APUR           | Atelier Parisien d’Urbanisme                                                                 | Paris                                       | OUI               |
| IPR            | Institut Paris région / Institut d'aménagement et d'urbanisme de la région d'Île-de-France   | Île-de-France                               | OUI               |
| AUDC           | Agence d’Urbanisme et de Développement de l’agglomération et du pays de Châlons-en-Champagne | Chalon-sur-Saône                            | OUI               |
| Scalen         | Agence de Développement des Territoires Nancy Sud Lorraine                                   | Nancy                                       | OUI               |
| AGURAM         | Agence d'Urbanisme d'agglomérations de Moselle                                               | Metz                                        | OUI               |
| Agape          | Agence d'Urbanisme et de Développement Durable Lorraine Nord                                 | Lorraine Nord (Longwy)                      | OUI               |
| ADEUS          | Agence de Développement et d'Urbanisme de l'Agglomération Strasbourgeoise                    | Strasbourg                                  | OUI               |
| AFUT           | Agence de Fabrique Urbaine et Territoriale Sud-Alsace                                        | Mulhouse                                    | OUI               |
| AUTB           | Agence d'Urbanisme du Territoire de Belfort                                                  | Belfort                                     | OUI               |
| ADU            | Agence de Développement et d'Urbanisme du Pays de Montbéliard                                | Montbéliard                                 | OUI               |
| AUDAB          | Agence d'Urbanisme Besançon Centre Franche-Comté                                             | Besançon                                    | OUI               |
| TOPOS          | Agence d'Urbanisme des Territoires Orléanais                                                 | Orléans                                     | OUI               |
| ATU            | Agence d'Urbanisme de l'Agglomération de Tours                                               | Tours                                       | OUI               |
| AURA           | Agence d'Urbanisme de la Région Angevine                                                     | Angers                                      | OUI               |
| AUDIAR         | Agence d’Urbanisme de Rennes                                                                 | Rennes                                      | OUI               |
| ADEUPA         | Agence d’Urbanisme de Brest-Bretagne                                                         | Brest                                       | OUI               |
| QCD            | Agence de Développement Économique et d’Urbanisme de Cornouaille                             | Quimper                                     | OUI               |
| Audélor        | Agence d'Urbanisme, de Developpement Économique et Technopole du Pays de Lorient             | Lorient                                     | OUI               |
| ADORN          | Agence d’Urbanisme de la Région de Saint-Nazaire                                             | St-Nazaire                                  | OUI               |
| AURAN          | Agence d'Urbanisme de la Région Nantaise                                                     | Nantes                                      | OUI               |
| A'URBA         | Agence d'Urbanisme Bordeaux Aquitaine                                                        | Bordeaux                                    | OUI               |
| AUDAP          | Agence d'Urbanisme Atlantique et Pyrénées                                                    | Bayonne, Pau                                | OUI               |
| AUAT           | Agence d'Urbanisme et d'Aménagement Toulouse Aire Métropolitaine                             | Toulouse                                    | OUI               |
| AURCA          | Agence d'Urbanisme Catalane Pyrénées Méditerranée                                            | Perpignan                                   | OUI               |
| AUPA           | Agence d'urbanisme Pays d'Aix - Durance                                                      | Aix-en-Provence                             | OUI               |
| AGAM           | Agence d'Urbanisme de l'Agglomération Marseillaise                                           | Marseille                                   | OUI               |
| AUDRNA         | Agence d'Urbanisme Région Nîmoise et Alésienne                                               | Nîmes, Alès                                 | OUI               |
| AURAV          | Agence d'Urbanisme Rhône Avignon Vaucluse                                                    | Avignon                                     | OUI               |
| AUDAT          | Agence d'Urbanisme de l’Aire Toulonnaise et du Var                                           | Toulon                                      | OUI               |
| AUA            | Agence d'Urbanisme Azuréenne                                                                 | Nice                                        | OUI               |
| AURG           | Agence d'Urbanisme de la Région Grenobloise                                                  | Grenoble                                    | OUI               |
| Epures         | Agence d'Urbanisme de la Région Stéphanoise                                                  | St-Étienne                                  | OUI               |
| UrbaLyon       | Agence d'Urbanisme de l'Aire Métropolitaine Lyonnaise                                        | Lyon                                        | OUI               |
| AUCM           | Agence d’Urbanisme et de Développement Clermont Métropole                                    | Clermont-Férand                             | OUI               |
| ADDUAM         | Agence de Développement Durable, d’Urbanisme et d’Aménagement de Martinique                  | Martinique                                  | OUI               |
| AUDeG          | Agence d’Urbanisme et de Développement de la Guyane                                          | Guyane                                      | OUI               |
| Agorah         | Agence pour l’Observation de la Réunion, l’Aménagement et l’Habitat                          | La Réunion                                  | OUI               |
| AUDM976        | Agence d’Urbanisme et de Développement de Mayotte                                            | Mayotte                                     | OUI               |
| ‘Ōpua          | Agence d'Aménagement et de Développement Durable des Territoires de la Polynésie Française   | Polynésie Française                         | OUI               |
| AUE            | Agence d’Aménagement Durable, d’Urbanisme et d’Energie de la Corse                           | Corse                                       | NON               |